# Passiflora gabrielliana
Passiflora gabrielliana är en passionsblomsväxtart som beskrevs av Vanderpl.. Passiflora gabrielliana ingår i släktet passionsblommor, och familjen passionsblomsväxter. Inga underarter finns listade i Catalogue of Life.